# MS Mode
MS Mode is een Nederlandse mode-winkelketen met winkels in Nederland, Frankrijk, België, Luxemburg en Spanje. MS Mode verkoopt sinds 1964 kleding voor vrouwen van alle leeftijden.

## Geschiedenis
In 1964 begon de oprichter Max Abram, eerder met zijn vader stoffenhandelaar op de Albert Cuypmarkt, de eerste winkels in Rotterdam en Amsterdam onder de naam De Mantelspecialist.
Begin jaren 1980 nam Abram in België diverse winkelketens over. Na 1990 werden ook in Duitsland meer dan honderd filialen opgericht. Het distributiecentrum stond in Düsseldorf. MS Mode was daar geen groot succes en veel winkels werden weer gesloten. Ook in Frankrijk en Spanje opende het bedrijf winkels.

### Verandering van eigenaar en van naam
Het bedrijf was voor 2010 een tijd lang eigendom van Maxeda, het bedrijf dat toen ook eigenaar was van de Vroom & Dreesmann en Bijenkorf. Sinds 2010 werd MS Mode een onderdeel van Excellent Retail Brands van Roland Kahn, waaronder ook CoolCat, Wonder Woman, America Today en Sapph vallen.
De naam MS Mode is in de jaren 1980 gewijzigd in M&S Mode uit respect voor hen die lijden aan de ziekte Multiple sclerose.. Door Kahn werd het weer gespeld als MS Mode.

### Faillissement en doorstart
MS Mode vroeg begin augustus 2016 uitstel van betaling aan. Op 11 augustus 2016 ging de keten failliet. Op 8 september 2016 werd bekend dat de failliete winkelketen een doorstart maakte onder de oude eigenaar Roland Kahn. 100 van de 130 filialen in Nederland bleven open. De filialen in Frankrijk en Duitsland gingen dicht. In eerste instantie zouden ook alle 46 filialen in België sluiten, maar begin oktober 2016 werd bekend dat Roland Kahn de helft van de Belgische vestigingen overnam en met deze winkels een doorstart maakte.